# برف داغ (فیلم)
برف داغ (روسی: Горячий снег) یک فیلم جنگی شوروی محصول ۱۹۷۲ به کارگردانی گابریل یگیازاروف است.